# Готье де Сент-Омер
Готье де Сент-Омер, Готье де Фокамберг (Gautier de Saint-Omer, Gautier de Fauquembergues) (ок.1130 — 1174) — шателен Сент-Омера, князь Галилеи (по правам жены).
Сын Гильома II де Фокамберга (ум. 1143/45), шателена Сент-Омера (в графстве Фландрия), и Мелисенды де Пикиньи.
После смерти отца унаследовал его шателению.
В 1150/52 г. женился на Марии де Бриенн, дочери графа Бриенна Готье II, но вскоре овдовел (не позднее 1157).
Крестоносец, участник осады Аскалона (1153). Согласно Вильгельму Тирскому, был рыцарем скромным на совете, но храбрым в бою.
После смерти жены снова отправился в Святую землю, перед этим передал шателению Сент-Омер своему младшему брату Гильому (ум. 1170/78). Продолжал использовать титул шателена, но Сент-Омер так и остался у Гильома и его потомков.
Не позднее 1159 г. женился на Эскиве де Бюр, княгине Галилеи, дочери Годфруа де Бюра. Сыновья:
- Гуго II (ум. после 1204), князь Галилеи в 1187—1197;
- Гильом (ум. до 1204)
- Рауль, князь Галилеи в 1197—1219;
- Эд (Одон), сеньор Гогулата, коннетабль Триполи.